# Horrenbach-Buchen
Horrenbach-Buchen ist eine Einwohnergemeinde im Schweizer Kanton Bern. Sie gehört zum Verwaltungskreis Thun.

## Geographie

Luftbild von Buchen mit Sigriswilergrat von Werner Friedli (1957)

Die Gemeinde ist durch Teuffenthal zweigeteilt. Der westliche Ortsteil Buchen bildet die westliche Hälfte und besteht im Wesentlichen aus dem Weiler Buchen (1008 m ü. M.) und einigen Einzelgehöften. Die östliche Gemeindehälfte Horrenbach verfügt über kein Siedlungszentrum, sondern besteht aus etlichen Häusergruppen und Einzelgehöften. Der Bach Chäsereigraben, der von links in die Zulg mündet, ist das einzige Gewässer im Ortsteil Buchen, während es im Ortsteil Horrenbach einige Bäche gibt. Dieser ist auch weitaus grösser. Seine Grenzen führen von der Sichle (1952 m ü. M.) in nordöstlicher Richtung dem Sigriswiler Grat entlang bis zum Fallbach hinüber. Dieser bildet die Grenze zur Nachbargemeinde Eriz und vereinigt sich mit dem Dräckergrabenbach und dem Kaltbach (nebst zahlreichen anderen Bächen) zur Zulg. Diese bildet bis zur Einmündung des Prässerenbachs die gesamte nördliche Gemeindegrenze. Vom Unterlauf des Prässerenbachs verläuft die Gemeindegrenze in südöstlicher Richtung zurück zur Sichle. Im Gemeindeteil Horrenbach liegen zahlreiche grössere Waldpartien entlang der Bäche. Die grössten Waldflächen sind allerdings der Hornegg- und der Erizwald. Die Gemeinde ist (knapp hinter Thun und Eriz, aber klar hinter Sigriswil) die flächenmässig viertgrösste Ortschaft des Amtsbezirks Thun. Dazu trägt auch der grosse Anteil an Berggebiet bei. Vom gesamten Gemeindeareal von 2037 ha sind deshalb ganze 10,0 % unproduktive Fläche (Gebirge, Felsen). Zusammen mit den 38,2 % des Gemeindegebiets, welche von Wald und Gehölz bedeckt sind, macht das nahezu die Hälfte des Territoriums aus. Die andere Hälfte (genau 50,4 %), namentlich in Buchen, wird landwirtschaftlich genutzt, und nur 1,5 % sind Siedlungsfläche.
Der Ortsteil Buchen grenzt im Norden an Unterlangenegg, im Nordosten an Oberlangenegg, im Südwesten an Homberg und im Südosten an Teuffenthal. Der Ortsteil Horrenbach grenzt im Norden und Osten an Eriz, im Südosten an Beatenberg und im Süden und Südwesten an Sigriswil.

## Bevölkerung
Ende 2023 lebten 227 Personen in Horrenbach-Buchen.

### Sprachen
Die Bevölkerung spricht im Alltag eine hochalemannische Mundart, die zu den Dialekten des Berndeutschen gehört.

### Religionen – Konfessionen
In früheren Zeiten bekannte sich die gesamte Einwohnerschaft zur Evangelisch-Reformierten Landeskirche, der auch heute noch die Mehrheit der Bewohner des Ortes angehört.

### Nationalität
Anfang 2022 waren von 232 Personen 227 (= 98,25 %) Schweizer Staatsangehörige, 5 aus anderen Ländern Zugewanderte.

## Politik
Die Gemeindebehörde besteht aus einem fünfköpfigen Gemeinderat. Gemeindepräsident ist Stefan Reusser (Stand 2025).
Die Stimmenanteile der Parteien anlässlich der Nationalratswahl 2023 betrugen: SVP 59,6 % (−24,5 %), EDU 11,1 % (+10,6 %), GPS 4,4 % (+1,9 %), EVP 2,3 % (+2,0 %), SP 2,2 % (+0,2 %), glp 1,6 % (−0,7 %), FDP 0,8 % (−1,2 %), Mitte 0,4 % (−4,2 %).

## Wirtschaft und Verkehr
Der Grossteil der Erwerbstätigen lebt von der Landwirtschaft (Viehhaltung mit Milcherzeugung) und der Forstwirtschaft (u. a. Holzverarbeitung).
Der Ortsteil Buchen ist durch die STI-Buslinie 33 Thun–Steffisburg–Teuffenthal an den öffentlichen Verkehr angeschlossen. Der Ortsteil Horrenbach hat keine Bahn- und Busverbindungen. Buchen liegt an der Strasse (Thun–) Steffisburg–Teuffenthal. Horrenbach ist via Teuffenthal und eine kleine Strasse, die von Linden (Gemeinde Eriz) herüberführt, erreichbar. Der nächstgelegene Autobahnanschluss ist Thun-Nord an der A6.

## Abwasser
Zur Reinigung des Abwassers wurde die Gemeinde an die ARA Thunersee in der Uetendorfer Allmend angeschlossen.

## Persönlichkeiten
- Samuel Graber (* 1960), Politiker, Mitglied Grosser Rat (Bern)
- Heinrich Gartentor (* 1965), Künstler